# Іго
І́го — система владарювання іноземних феодалів над завойованими землями, що мала на меті регулярну експлуатацію завойованої країни шляхом різних поборів і грабіжницьких набігів. І́го — ярмо, тягар, неволя; у вузькому сенсі — гніт завойовників над переможеними (в цьому сенсі воно вживається, наприклад, у словосполученні "татарське ярмо").
Походить від праіндоєвр. «з'єднання», тобто «ярмо» — об'єднання, з'єднання (наприклад, «татаро-монгольське іго»).
Стародавні римляни змушували іноді проходити «під ярмо» (sub jugum mittĕre) ворожі війська, які здалися в полон. Для цього на місці, де військо склало зброю, встромляли 2 списи і прив'язували нагорі 3-й, поперек. Під ним поодинці, зі своїми воєначальниками на чолі, без зброї і військових відзнак, проходили всі воїни перед переможною армією.
Однак і самі римляни неодноразово зазнавали такого ж безчестя: у війнах з самнітянами (у Кавдинському урочищі), нумантійцями і Югуртою.